# Vedenjska rezina
Vedenjske rezine se nanašajo na neverbalno obnašanje (mimika, geste, vedenja), ki ga opazujemo tako, da se osredotočimo na ekspresivne gibe osebe, ki jo opazujemo. S pomočjo vedenjskih rezin dobimo informacije o kulturnih, socialnih, medosebnih odnosih osebe, o emocionalnosti, osebnosti in dispozicijah, notranjih ciljih, motivih in o socialnih razmerjih. Gordon Allport je verjel, da so ekspresivna vedenja pomemben indikator osebnosti. Allport in Vernon pa sta pokazala, da so ekspresivni slogi ljudi približno konsistentni v različnih situacijah. Opazovanje vedenjskih rezin traja vedno manj od pet minut in je bližje 30 sekund.

## Udeleženci
Raziskovanje z vedenjskimi rezinami rabi udeležence, ki v preteklosti nikoli niso bili tarče opazovanja vedenjskih rezin in imajo malo, ali sploh nimajo znanja o globalnem kontekstu vedenja.

## Omejitve pri opazovanju vedenjskih rezin
Natančnost opazovanja je omejena s fizično oddaljenostjo, natančnost socialnega obnašanja pa je omejena s kontekstom.

## Osebnost in vedenjske rezine
Pokazalo se je, da opazovalci lahko z veliko mero točnosti iz vidnih vedenjskih rezin zaključujejo o možatosti, ekstravertnosti, vestnosti in nevroticizmu opazovane osebe. Kar je še posebej zanimivo, je, da so se te vedenjske rezine nanašale na precej nesocialno situacijo – ciljni udeleženci so enostavno prišli v prazno sobo, prebrali poročilo o vremenu in odšli. Tudi takšen kontekst se je izkazal za primernega za to, da so laični opazovalci točno sklepali o osebnosti njim popolnoma neznanih oseb. Tudi kasnejša študija (Yeagley, Morling, & Nelson, 2007) je ponovno ugotovila podobno točnost glede presojanja o ekstravertnosti, dodatno pa še o možatosti in zadovoljstvom z življenjem, vse te lastnosti naj bi bile opazne preko vedenjskih rezin.